# محمد الملا
محمد الملا هو رائد فضاء إماراتي انضم للدفعة الثانية من برنامج الإمارات لرواد الفضاء التابع لمركز محمد بن راشد للفضاء. وهو جزء من برنامج ناسا التدريبي لرواد الفضاء 2021، ويُجري حاليًا عددًا من التدريبات في الولايات المتحدة الأمريكية.

## الحياة الشخصية و المهنية
ولد محمد الملا في عام 1988 في مدينة دبي ، وحصل على رخصة طيار تجاري وهو في ال19 من عمره فقط، ليصبح أصغر طيار في شرطة دبي. وسجل رقم قياسي آخر عندما أصبح أصغر مدرب لدى الجهة ذاتها في ال28 من عمره، وذلك بعد حصوله على رخصة مدرب طيران. وفي عام 2015، حصل على درجة البكالوريوس في القانون والاقتصاد، والماجستير التنفيذي في الإدارة العامة من كلية محمد بن راشد للإدارة الحكومية في 2021.
ويمتلك الملا خبرة مهنية تزيد عن 15 عاما، ويعمل الآن بمنصب رئيس قسم التدريب في مركز الجناح الجوي في شرطة دبي.

## حياته الشخصية ومصدر إلهامه
يعتبر محمد الملا الشيخ حمدان بن محمد بن راشد آل مكتوم، ولي عهد دبي، مصدرا للإلهام ونموذجاً يحتذى به، لما يمتلكه من أخلاقيات عمل فريدة وتركيزه على تحقيق أهدافه الطموحة. وفي مجال استكشاف الفضاء، يقتدي الملا برائدي الفضاء الإماراتيين هزاع المنصوري وسلطان النيادي. ويعيش الملا حياته من منطلق المقولة "الشخص الذي يسعى لتحقيق هدفه في الحياة، سيصل إليه مهما طال الزمن".
يهدف الملا أن يكون عضواً في أول فريق فضاء إماراتي يستكشف القمر، كما يتطلع لتدريب رواد الفضاء في مركز مخصص لهم.
وتشتمل قائمة الهوايات التي يمارسها الملا التصوير الفوتوغرافي وكرة القدم، إضافة إلى الشطرنج، وهي لعبته المفضلة منذ ما يزيد على 20 عاماً.

## إنجازاته
حصل الملا على وسام الشجاعة والإقدام من الشيخ محمد بن راشد آل مكتوم، نائب رئيس الدولة رئيس مجلس الوزراء حاكم دبي ، ووسام القائد العام لأفضل ضابط في مجاله تخصصي، إضافة إلى جائزة شرطة دبي للتميز العالمي.

## التطوع وخدمة المجتمع
حرص  الملا طوال مدة خدمته في شرطة دبي على تكريس جهوده لخدمة الوطن، فشارك بالعديد من الأنشطة التطوعية، وكان عضواً في مجلس شباب شرطة دبي حتى سن الثلاثين، وعضواً في مجلس السعادة والرضا الوظيفي في شرطة دبي.

## برنامج الإمارات لرواد الفضاء
يتولى مركز محمد بن راشد للفضاء إدارة برنامج "الإمارات لرواد الفضاء،" وهو أحد المشاريع الممولة من قبل صندوق تكنولوجيا المعلومات والاتصارات، وهو تابع لهيئة تنظيم الاتصالات والحكومة الرقمية والذي يهدف إلى دعم البحث والتطوير في قطاع تكنولوجيا المعلومات والاتصالات.
تم اختيار محمد الملا ليكون جزءاً من الدفعة الثانية لبرنامج الإمارات لرواد الفضاء. وأعلن كل من الشيخ محمد بن زايد آل نهيان والشيخ محمد بن راشد آل مكتوم في شهر إبريل من عام 2017 عن اختيار محمد الملا من بين 400 متقدم بعد خضوعه لاختبارات عديدة، نفسية وجسدية، داخل دولة الإمارات وخارجها.

## تدريبات البرنامج
انضم الملا إلى دفعة عام 2021 من برنامج ناسا لرواد الفضاء، حيث يخوض تدريبات في مجالات عديدة تتيح له فرص التعلم كيفية إدارة مختلف المهام في محطة الفضاء الدولية والبقاء فيها لفترات طويلة، إضافة إلى التدرب على مهمات السير في الفضاء. كما يتلقى تدريبات في جوانب عديدة ضمن نطاق العمليات الفضائية والمهمات الروتينية. وتتضمن التدريبات التعامل مع أنظمة المحطة، والتحكم في الروبوتات، وكيفية التعامل مع أنظمة الحواسيب، وتخزين المعدات وتحديد مواقعها، والتواصل مع المحطات الأرضية، ودورات على طائرة T-38، ومهارات اللغة الروسية، ودورات أخرى حول المهارات القيادية، وصولاً إلى تمارين النجاة على اليابسة والماء، وتمارين بدنية متنوعة.
وخضع الملا مؤخرًا لتدريبات البقاء على قيد الحياة في موقع فورت نوفوسيل في ولاية ألاباما، كما قام بزيارة مركز مارشال لبعثات الفضاء، حيث تاحت له فرصة للقاء إدارة المركز، والتعرف على المهام والبرامج والمشاريع وتعميق فهمه لهم. وزار غرفة الفراغ الحراري V20، وهي تُستخدم حاليًا لمحاكاة بيئات القمر والتدرب على سيناريوهات الهبوط على سطح القمر.
ومن المقرر أن يتخرج الملا ضمن برنامج ناسا التدريبي لعام 2021، في عام 2024.